# クライド・パングボーン

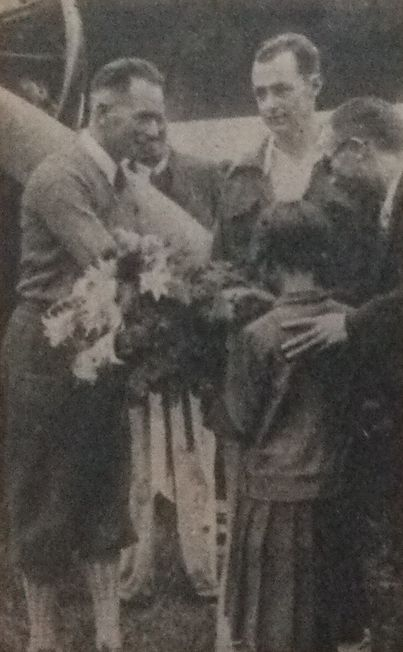
訪日時のパングボーンとハーンドン

クライド・エドワード・パングボーン（英語: Clyde Edward Pangborn, 1896年10月28日 - 1958年3月29日）はアメリカのパイロットで、初の太平洋無着陸横断飛行の成功者。

## 人物
ワシントン州ダグラス郡ブリッジポート出身。
アイダホ大学を卒業後、鉱山会社の技師をしていたが、第一次世界大戦へアメリカが参戦すると、軍でパイロットの教育をうけ、教官になった。除隊後「バーン・ストーマー」になった。1920年代になって自分の会社を設立したが、大恐慌によりすぐに破綻した。
1931年、金持ちのパイロットであるヒュー・ハーンドンと、ハーンドンの母親の資金で世界一周の速度記録（当時ツェッペリン号の20日と4時間）を破るためにベランカ・スカイロケットの改造をして準備したが、出発前にウィリー・ポストらがロッキード ベガ単葉機で、従来の記録を大幅に縮める8日と15時間15分の記録をうちたてた。パングボーンらは、速度に劣るベランカ機で着陸回数を減らして、記録更新を狙った。
7月28日、ニューヨークを出発した。大西洋を横断してシベリアに到着するころには、天候にめぐまれないなどで、ポストらの記録に27時間遅れ、記録更新は絶望的になった。そのため世界一周記録をあきらめ、朝日新聞社が初の太平洋無着陸飛行にかけていた賞金$25,000を狙うことに計画を変更した。
来日直後、国内各地に設定されていた軍事機密保持のための飛行禁止区域を知らずに飛び回ったため拘束されるが、その後釈放。航続距離を伸ばすために、車輪は離陸後に切り離して胴体着陸する改造をほどこし、1931年10月4日、淋代海岸（青森県三沢市）を離陸し飛行時間41時間13分で、アメリカのワシントン州ウェナッチ市までの飛行に成功した。
パングボーンは横断に成功したが、経済的な利益を得ることはできなかった。1934年にロスコー・ターナーと組んで、マックロバートソン・エアレース（イギリス－メルボルン間長距離レース）で3位になるなどしたが、その後はテスト・パイロットなどをした。第二次世界大戦ではアメリカ、イギリス、カナダ空軍のテストパイロットとして参加した。50年以上のパイロットのキャリアで大きい事故をおこさなかったパイロットである。
1958年にパングボーンはニューヨークで亡くなり、アーリントン国立墓地に埋葬された。